# Fehérszárnyú pacsirta
A fehérszárnyú pacsirta (Melanocorypha leucoptera) a verébalakúak (Passeriformes) rendjébe, ezen belül a pacsirtafélék (Alaudidae) családjába és a Melanocorypha nembe tartozó, 17-19 centiméter hosszú madárfaj. Délközép-, délkelet-Oroszország és észak-Kazahsztán területén költ (a Kaszpi-tó és az Aral-tó mellékének északi részén állandó), a telet dél-Ukrajna, délkelet-Oroszország és Grúzia valamint észak-Irán és dél-Türkmenisztán területén tölti. Időnként akár nyugat-Európáig is elkóborol. A száraz füves területeket kedveli. Télen többnyire magokkal, nyáron inkább rovarokkal táplálkozik. Áprilistól augusztusig költ. A fészekalj 3-8 tojásból áll.

## Fordítás
- Ez a szócikk részben vagy egészben  a   White-winged lark című angol Wikipédia-szócikk fordításán alapul.  Az eredeti cikk szerkesztőit annak laptörténete sorolja fel. Ez a jelzés csupán a megfogalmazás eredetét és a szerzői jogokat jelzi, nem szolgál a cikkben szereplő információk forrásmegjelöléseként.